# West Dereham
West Dereham är en ort och civil parish i Storbritannien.   Den ligger i grevskapet Norfolk och riksdelen England, i den sydöstra delen av landet, 130 km norr om huvudstaden London. West Dereham ligger 6 meter över havet och antalet invånare är 440.
Terrängen runt West Dereham är platt. Runt West Dereham är det ganska tätbefolkat, med 90 invånare per kvadratkilometer. Närmaste större samhälle är King's Lynn, 19,2 km norr om West Dereham. Trakten runt West Dereham består till största delen av jordbruksmark.